# Pseudeutreta lunulata
Pseudeutreta lunulata är en tvåvingeart som först beskrevs av Macquart 1851.  Pseudeutreta lunulata ingår i släktet Pseudeutreta och familjen borrflugor. Inga underarter finns listade i Catalogue of Life.